# آلان نيوم
آلان نيوم (بالإنجليزية: Allan Nyom)‏. من مواليد 10 مايو 1988. هو لاعب دفاع كرة قدم فرنسي. يلعب مع المنتخب الفرنسي ونادي غرطانة الإسباني.
الانتقالات:
- يوليو 2009 إعارة أودينيزي - إيطاليا غرناطة - إسبانيا .
- يوليو 2009 انتقال آرل آفينيون - فرنسا أودينيزي - إيطاليا .

## روابط خارجية
- آلان نيوم على موقع الاتحاد الدولي (مؤرشف)  (الإنجليزية)
- آلان نيوم على موقع رابطة كرة القدم الفرنسية للمحترفين (الإنجليزية)
- آلان نيوم على موقع قاعدة بيانات كرة القدم.إي يو (الإنجليزية)
- آلان نيوم على موقع ليكيب (الفرنسية)
- آلان نيوم على موقع ناشيونال فوتبول تيمز (الإنجليزية)
- آلان نيوم على موقع Soccerbase.com (لاعب) (الإنجليزية)
- آلان نيوم على موقع Soccerway.com (الإنجليزية)
- آلان نيوم على موقع عالم كرة القدم.نت (الإنجليزية)
- آلان نيوم على موقع كووورة
- آلان نيوم على موقع AS.com (الإسبانية)